# Formació Allen
La formació Allen és una formació geològica de la Patagònia Argentina, part del grup de Malargüe, a les províncies de Neuquén i Río Negro. És un sedimentari ubicat per sobre de la secció netament continental del Campanià i per sota de les capes marines del Maastrichtià. Ccorrespon a les zones lacustres dels "Estrats amb dinosaures" que Wichmann denominà "Senonà lacustre" i Groeber anomenà "Loncochà". La base de la formació Allen és fàcilment recognoscible pel contrast de litologia i color amb la formació d'Anacleto. La superfície de contacte és neta, en part una mica irregular, i sol estar associada a una faixa verdosa de decoloració. La part superior de la formació Allen passa sense transició als estrats argilosos de la formació de Jagüel. Té tres seccions amb característiques diferents conegudes com a inferior, mitjana i superior. La secció inferior està formada per psammites gris argila de color verd oliva, amb esquerdes farcides de guix fibrós i laminació evidenciada per lleugers canvis de color i textura. S'intercalen bancs prims o lents de gresos gris clar. La secció superior es caracteritza per la presència de guix gris blanquinós disposat en estrats irregulars. De manera esporàdica es presenten calcàries gris clar i calcaris estromatolítics. Té la mateixa edat que la formació de Loncoche del sud de Mendoza i la formació de Huantraico, exposada al nord de Neuquén, pertanyent al període Campanià i Maastrichtià inferior.

## Fòssils trobats

### Flora
- Plantae
  - Chlorobionta

### Fauna

#### Mol·luscs
- Mollusca
  - Gastropoda
    - Gastropoda indet.

#### Peixos
- Chondrichthyes
  - Chondrichthyes indet.
- Teleostei
  - Teleostei indet.
  - Siluriformes
    - Siluriformes indet.
    - Diplomystidae
      - Diplomystidae indet.

  - Perciformes
    - Percichthyidae
      - Percichthyidae indet.

  - Lepisosteiformes
    - Lepisosteidae
      - Lepisosteidae indet.

  - Sarcopterygii
    - Ceratodontidae
      - Ceratodontidae indet.

#### Amfibis
- Amphibia
  - Batrachia
    - Anura
      - Anura indet.
      - Pipidae
        - Pipidae indet.

      - Leptodactylidae
        - Leptodactylidae indet.

#### Rèptils
- Reptilia
  - Chelonia
    - Chelonia indet.
    - Chelidae informal indet. 1
    - Chelidae informal indet. 2
    - Chelidae informal indet. 3

  - Serpentes
    - Madtsoiidae
      - Madtsoiidae indet.
      - Madtsoiidae indet.
      - Alamitophis argentinus
      - Patagoniophis parvus

  - Plesiosauria
    - Elasmosauridae[2]
      - Elasmosauridae indet.

    - Polycotylidae
      - Polycotylidae indet.

  - Sphenodontia
    - Sphenodontidae
      - Sphenodontidae indet.

#### Dinosaures
- Dinosauria
  - Saurischia
    - Sauropoda
      - Saltasauridae
      - Saltasauridae indet
        - Aeolosaurus sp.
        - Bonatitan reigi
        - Rocasaurus muniozi

    - Theropoda
      - Ceratosauria
        - Quilmesaurus curriei

      - Tetanurae
        - Tetanurae indet.
        - Carnosauria
          - Carcharodontosauridae indet.

        - Coelurosauria
        - Coelurosauria indet.
          - Austroraptor cabazai

  - Ornithischia
    - Thyreophora
      - Nodosauridae
        - Nodosauridae indet.

    - Ornithopoda
    - Iguanodontia indet.
      - Hadrosauridae
        - Willinakaqe salitrensis
        - Lapampasaurus cholinoi.
        - Hadrosaurinae indet.

#### Aus
- Aves
  - Neornithes
    - Limenavis

També es trobaren niuades d'ous de titanosauroïdeus, de l'oogènere Patagoolithus.
Originalment els afloraments de l'àrea de Cinco Saltos-Lago Pellegrini portadors de dinosaures eren considerats provinents de la formació Allen, tot i que després foren assignats a la formació d'Anacleto. Així doncs, Abelisaurus comahuensis, Pellegrinisaurus powelli, Neuquensaurusaustralis, Neuquensaurus robustus, Laplatasaurus araukanicus y Loricosaurus noricus pertanyen a la formació d'Anacleto.